# Fontinalaceae
Le Fontinalacee (Fontinalaceae Schimp.,1856 sono una famiglia di muschi dell'ordine Hypnales.

## Tassonomia
La famiglia comprende i seguenti generi:
- Brachelyma Schimp. ex Cardot
- Dichelyma Myrin
- Fontinalis Hedw.